# Groupe Echorouk
Le groupe Echorouk (en arabe : الشروق) est un groupe de télévision algérien. Son siège social est à Alger. Le groupe est d'abord une composé par la chaîne de télévision généraliste Echourouk TV, créée le 19 mars 2014, puis une seconde 2 ans plus tard, Echorouk News TV. Trois ans plus tard, le Groupe Echorouk lance une troisième chaîne, spécialisée pour les femmes et la cuisine CBC Benna.
En 2018, ils annoncent le projet d'une nouvelle chaîne et de nouveaux studios.

## Divisions de l'entreprise
| Logo | Chaine         | Lancement | Format    | Heures de diffusion |
| ---- | -------------- | --------- | --------- | ------------------- |
|      | Echourouk      | 2012      | 16:9 SDTV | 24 heures sur 24    |
|      | Echourouk HD   | 2015      | 16:9 SDTV | 24 heures sur 24    |
|      | Echourouk News | 2014      | 16:9 SDTV | 24 heures sur 24    |
|      | Echourouk Plus | 2019      | 16:9 SDTV | 24 heures sur 24    |